# Arthur Janov
Arthur Janov (Los Angeles, 21 agosto 1924 – Malibù, 1º ottobre 2017) è stato uno psicologo statunitense, psicoterapeuta e creatore della Terapia primaria conosciuta anche come "teoria dell'urlo primario".

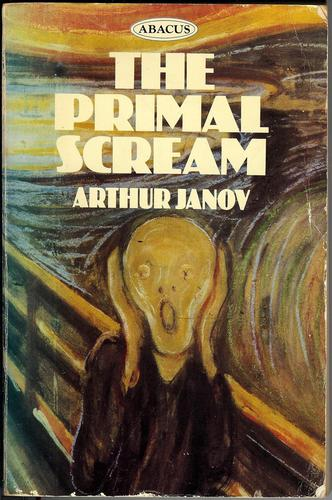
The Primal Scream (1970)

Janov diresse l'istituto di psicoterapia Primal Center a Santa Monica. Janov è autore di numerosi libri, il più importante dei quali è The Primal Scream, nel quale affermò che i disturbi mentali possono essere curati tramite una terapia che comporti l'espressione di vissuti legati all'infanzia.
Tra i suoi pazienti più famosi, John Lennon e Yōko Ono.

## Biografia
Arthur Janov nacque a Los Angeles. Ricevette la sua prima laurea ed il dottorato in psichiatria dall'University of California (Los Angeles) ed il dottorato in Psicologia dalla Claremont Graduate School nel 1960. All'inizio Janov praticò la psicoterapia in California, dove lavorò anche presso l'Hacker Psychiatric Clinic di Beverly Hills e presso l'Amministrazione dei Veterani al Brentwood Neuropsychiatric Hospital; dopo il 1952 lavorò anche privatamente. Fu inoltre nello staff del Dipartimento Psichiatrico dell'ospedale infantile di Los Angeles.
Sviluppò la Terapia primaria, nella quale i pazienti sono invitati a rivivere ed esprimere i "sentimenti repressi", come li definiva Janov.

## Opere
- The Primal Scream (1970)
- The Anatomy of Mental Illness (1971)
- The Primal Revolution: Toward a Real World (1972)
- The Feeling Child (1973)
- Primal Man: The new consciousness (1976)
- Prisoners of Pain (1980)
- Imprints: The Lifelong Effects of the Birth Experience (1984)
- New Primal Scream: Primal Therapy 20 Years on (1992)
- Why You Get Sick and How You Get Well: The Healing Power of Feelings (1996)
- The Biology of Love (2000) , Il potere dell'amore, Armando Editore, 2002
- Grand Delusions—Psychotherapies Without Feeling (2005)
- Sexualité et subconscient : Perversions et déviances de la libido (2006)
- Primal Healing: Access the Incredible Power of Feelings to Improve Your Health (2006)
- The Janov Solution: Lifting Depression Through Primal Therapy (2007)